# Garra tibanica
Garra tibanica és una espècie de peix cipriniforme de la família dels ciprínids.

## Morfologia
Els mascles poden assolir els 10,7 cm de longitud total.

## Distribució geogràfica
Es troba al Iemen, l'Aràbia Saudita i Somàlia.